# Корну (Алба)
Корну (рум. Cornu) — село у повіті Алба в Румунії. Входить до складу комуни Бучердя-Гриноасе.
Село розташоване на відстані 266 км на північний захід від Бухареста, 24 км на північний схід від Алба-Юлії, 63 км на південь від Клуж-Напоки.

## Населення
За даними перепису населення 2002 року у селі проживала 21 особа.
Національний склад населення села:
| Національність | Кількість осіб | Відсоток |
| -------------- | -------------- | -------- |
| румуни         | 16             | 76,2%    |
| угорці         | 5              | 23,8%    |

Рідною мовою назвали:
| Мова      | Кількість осіб | Відсоток |
| --------- | -------------- | -------- |
| румунська | 16             | 76,2%    |
| угорська  | 5              | 23,8%    |